# Diócesis de Ponta Grossa
La diócesis de Ponta Grossa (en latín: Dioecesis Ponta Grossa y en portugués: Diocese de Ponta Grossa) es una circunscripción eclesiástica latina de la Iglesia católica en Brasil, sufragánea de la arquidiócesis de Curitiba. La diócesis tiene al obispo Sérgio Arthur Braschi como su ordinario desde el 16 de julio de 2003. 

## Territorio y organización
La diócesis tiene 20 986 km² y extiende su jurisdicción sobre los fieles católicos de rito latino residentes en 17 municipios del estado de Paraná: Carambeí, Castro, Fernandes Pinheiro, Guamiranga, Imbaú, Imbituva, Ipiranga, Irati, Ivaí, Ortigueira, Piraí do Sul, Ponta Grossa, Reserva, Teixeira Soares, Telêmaco Borba, Tibagi y Ventania.
La sede de la diócesis se encuentra en la ciudad de Ponta Grossa, en donde se halla la Catedral de Santa Ana.
En 2019 en la diócesis existían 92 parroquias.

## Historia
La diócesis fue erigida el 10 de mayo de 1926 con la bula Quum in dies numerus del papa Pío XI, obteniendo el territorio de la diócesis de Curitiba, que a su vez fue elevada a arquidiócesis metropolitana.
El 9 de diciembre de 1933 cedió una parte de su territorio para la erección de la prelatura territorial de Palmas (hoy diócesis de Palmas-Francisco Beltrão) mediante la bula Ad maius christifidelium del papa Pío XI.
El 16 de diciembre de 1965 cedió una parte de su territorio para la erección de la diócesis de Guarapuava mediante la bula Christi vices del papa Pablo VI,
El 3 de diciembre de 1976 cedió otra parte de su territorio para la erección de la diócesis de União da Vitória mediante la bula Qui divino consilio del papa Pablo VI.
El 25 de julio de 1983, con la carta apostólica Constat Christifideles, el papa Juan Pablo II confirmó a la Santísima Virgen María, venerada con el título de Nuestra Señora Madre de la Divina Gracia, como patrona principal de la diócesis.

## Estadísticas
De acuerdo al Anuario Pontificio 2020 la diócesis tenía a fines de 2019 un total de 644 000 fieles bautizados.
| Año                                                                             | Población            | Población | Población      | Sacerdotes | Sacerdotes    | Sacerdotes    | Bautizados por sacerdote | Diáconos permanentes | Religiosos | Religiosos | Parroquias |
| Año                                                                             | Bautizados católicos | Total     | % de católicos | Total      | Clero secular | Clero regular | Bautizados por sacerdote | Diáconos permanentes | Varones    | Mujeres    | Parroquias |
| ------------------------------------------------------------------------------- | -------------------- | --------- | -------------- | ---------- | ------------- | ------------- | ------------------------ | -------------------- | ---------- | ---------- | ---------- |
| 1950                                                                            | 320 000              | 350 000   | 91.4           | 82         | 18            | 64            | 3902                     |                      | 64         | 230        | 23         |
| 1966                                                                            | 397 000              | 477 000   | 83.2           | 115        | 17            | 98            | 3452                     |                      | 138        | 239        | 28         |
| 1970                                                                            | 420 000              | 530 000   | 79.2           | 146        | 20            | 126           | 2876                     |                      | 148        | 339        | 32         |
| 1976                                                                            | 621 201              | 723 449   | 85.9           | 134        | 25            | 109           | 4635                     |                      | 158        | 256        | 41         |
| 1980                                                                            | 434 000              | 518 000   | 83.8           | 141        | 24            | 117           | 3078                     |                      | 236        | 285        | 36         |
| 1990                                                                            | 510 000              | 601 000   | 84.9           | 158        | 23            | 135           | 3227                     |                      | 293        | 356        | 38         |
| 1999                                                                            | 594 000              | 698 000   | 85.1           | 130        | 31            | 99            | 4569                     |                      | 201        | 327        | 38         |
| 2000                                                                            | 497 364              | 574 673   | 86.5           | 131        | 34            | 97            | 3796                     |                      | 184        | 334        | 38         |
| 2001                                                                            | 489 000              | 565 672   | 86.4           | 116        | 37            | 79            | 4215                     | 8                    | 146        | 334        | 38         |
| 2002                                                                            | 556 000              | 643 339   | 86.4           | 112        | 41            | 71            | 4964                     | 8                    | 144        | 360        | 39         |
| 2003                                                                            | 514 671              | 643 339   | 80.0           | 115        | 35            | 80            | 4475                     | 21                   | 166        | 350        | 39         |
| 2004                                                                            | 546 838              | 643 339   | 85.0           | 127        | 38            | 89            | 4305                     | 20                   | 162        | 357        | 39         |
| 2013                                                                            | 615 000              | 722 000   | 85.2           | 146        | 48            | 98            | 4212                     | 44                   | 160        | 229        | 45         |
| 2016                                                                            | 630 000              | 763 657   | 82.5           | 122        | 49            | 73            | 5163                     | 78                   | 122        | 202        | 46         |
| 2019                                                                            | 644 000              | 787 553   | 81.8           | 131        | 57            | 74            | 4916                     | 80                   | 169        | 212        | 92         |
| Fuente: Catholic-Hierarchy, que a su vez toma los datos del Anuario Pontificio. |                      |           |                |            |               |               |                          |                      |            |            |            |

## Episcopologio
- Sede vacante (1926-1929)

- Antônio Mazzarotto † (16 de diciembre de 1929-20 de marzo de 1965 retirado)
- Geraldo Claudio Luiz Micheletto Pellanda, C.P. † (20 de marzo de 1965 por sucesión-2 de enero de 1991 falleció)
- Murilo Sebastião Ramos Krieger, S.C.I. (8 de mayo de 1991-7 de mayo de 1997 nombrado arzobispo de Maringá)
- João Braz de Aviz (12 de agosto de 1998-17 de julio de 2002 nombrado arzobispo de Maringá)
- Sérgio Arthur Braschi, desde el 16 de julio de 2003